# Elecciones generales de Bolivia de mayo de 1925
Las elecciones generales de Bolivia de mayo de 1925 se llevaron a cabo en todo el país el día domingo 6 de mayo de 1925, con el objetivo de elegir al futuro Presidente de Bolivia para el periodo constitucional 1925-1929. Alrededor 54 068 personas acudieron a las urnas para depositar su voto con el sistema electoral de voto calificado. Se presentaron dos candidatos; José Gabino Villanueva representando al Partido Republicano y Daniel Salamanca Urey representando al Partido Republicano Genuino. 
El candidato Villanueva ganó esos comicios con más del 84 % de la votación total, logrando obtener el apoyo de 45 826 votos mientras que Salamanca solo obtuvo 8 242 votos (15,24 % de la votación). Pero cabe mencionar que José Gabino Villanueva nunca asumió la Presidencia de Bolivia pues en el congreso boliviano anuló las elecciones en agosto de 1925 con la excusa de que Villanueva no había renunciado seis meses antes a su cargo de Ministro de Instrucción Pública para habilitarse recién como candidato presidencial. Posterior a la anulación, el congreso convocó a nuevas elecciones a realizarse el 1 de diciembre de 1925.